# Защитная плёнка
Защитная плёнка — тонкое полимерное покрытие, как правило, покрытое с одной или с двух сторон клеящим составом (адгезивом), способным прилипать к защищаемой поверхности. Защитная плёнка — это упаковочный материал предназначенный для временной защиты мебели, электронной, компьютерной и бытовой техники, а также строительных материалов, стеклянных поверхностей, в том числе оконные плёнки, и автомобилей от загрязнений, которые могут испортить внешний вид изделия или товара во время его транспортировки, хранения, монтажа и эксплуатации. Также выделяют защитную упаковочную плёнку для пищевых продуктов.

## Виды защитных плёнок
По цвету выделяют следующие виды защитных плёнок:
1. Прозрачные.
2. Черно-белые.
3. Цветные (любые цвета, согласно палитре RAL).
4. Тонированные/светоотражающие (для стёкол).
5. С серебряным покрытием (зеркальные).

В зависимости от клеевого слоя:
1. Без адгезива (пищевые плёнки).
2. С односторонним клеевым слоем (защитные самоклеящиеся плёнки)
3. С двусторонним клеевым слоем (двухсторонний скотч).

Также различают защитные плёнки по толщине (от 0,04 до 0,15 мм), плотности, в зависимости от количества нанесённого клея, прочности на разрыв.

## Сфера применения защитной плёнки
Защитная плёнка применяется в следующих сферах деятельности:
1. В розничной торговле — используется пищевая плёнка для упаковки пищевых и непищевых продуктов.
2. В автомобильной промышленности — используются тонированные защитные плёнки для стёкол, а также прозрачные плёнки для постоянной защиты стёкол, кузова и других внешних элементов автомобиля.
3. При производстве мебели используется самоклеящаяся плёнка для временной защиты мебели от повреждений и загрязнений при транспортировки и сборке. После этого плёнка легко снимается и не оставляет следов клея. На стеклянных фасадах мебели используются противоосколочные плёнки, которые остаются на весь срок службы изделия.
4. В производстве строительных материалов. В частности для защиты сэндвич-панелей, оконных рам, подоконников и пластика, дверей, нержавеющей стали, металла с полимерным покрытием используется самоклеящаяся плёнка для временной защиты при транспортировке и монтаже, а также для улучшения прочности, антикоррозийных и гидроизоляционных свойств металлических строительных конструкций и труб.
5. Для защиты стекла. Используется прозрачная, тонированная и самоклеящаяся плёнка с серебряным покрытием. Для временной защиты стёкол при транспортировке и монтаже окон используется прозрачная самоклеящаяся плёнка. Для светоотражения, шумопоглощения звуко- и теплоизоляции окон(в том числе автомобильных) используется прозрачная и тонированная самоклеящаяся плёнка. В декоративных целях и при производстве зеркал используется самоклеящаяся плёнка с серебряным покрытием.
6. Для защиты бытовой, электронной и компьютерной техники самоклеящаяся плёнка используется также как временно (при транспортировке и монтаже), так и на постоянной основе (для защиты экранов телевизоров, мониторов, телефонов и других мобильных устройств)

## Функции защитных плёнок
Защитная плёнка выполняет следующий ряд функций:
1. Защита от загрязнений.
2. Сохранность товарного вида продукции.
3. Защита от механических повреждений.
4. Шумопоглощение — способность оконных плёнок поглощать внешние звуки.
5. Звукоизоляция — способность защитных плёнок изолировать все звуки в помещении от внешнего мира.
6. Теплосбережение — защитные самоклеящиеся плёнки обладают низкой теплопроводностью, что позволяет уменьшить теплопотери до 40 %.
7. Защита информации и светоотражение — тонированные оконные плёнки, не только предотвращают видеонаблюдение за окнами и препятствуют проникновению солнечных лучей, но и ограничивают считывание звуковой информации от вибрации.
8. Солнцезащита и ультрафиолетовая защита — самоклеящаяся оконная плёнка (и прозрачная и тонированная) имеет свойство поглощать до 99 % УФ-лучей, препятствуя выгоранию товаров на витрине, обоев и предметов интерьера.
9. Огнестойкость — защитные плёнки, нанесённый на окна, способны до 45 минут сдерживать огонь, медленно оплавляясь и не выделяя токсичных газов. При устранении источника огня плёнка немедленно гаснет.
10. Безосколочность. Укреплённое защитной плёнкой стекло автомобиля способно выдержать даже взрывную волну, уменьшая опасность поражения осколками при повреждении стекла.
11. Скотч используется для крепления и изоляции в сантехнических, малярных работах, а также в хирургии.
12. Армирование зеркал применяются для армирования зеркал при производстве мебели, например шкафов-купе.